# سودور اوبا
سودور اوبا (به ترکی آذربایجانی: Suduroba) یک منطقه مسکونی در جمهوری آذربایجان است که در شهرستان قوسار واقع شده است. سودور اوبا ۳۰۸ نفر جمعیت دارد.